# Cornuțel
Cornuțel (ukr. Корнуцел) – wieś w Rumunii, w okręgu Caraș-Severin, w gminie Păltiniș. W 2011 roku liczyła 953 mieszkańców. 